# Der weiße Dampfer

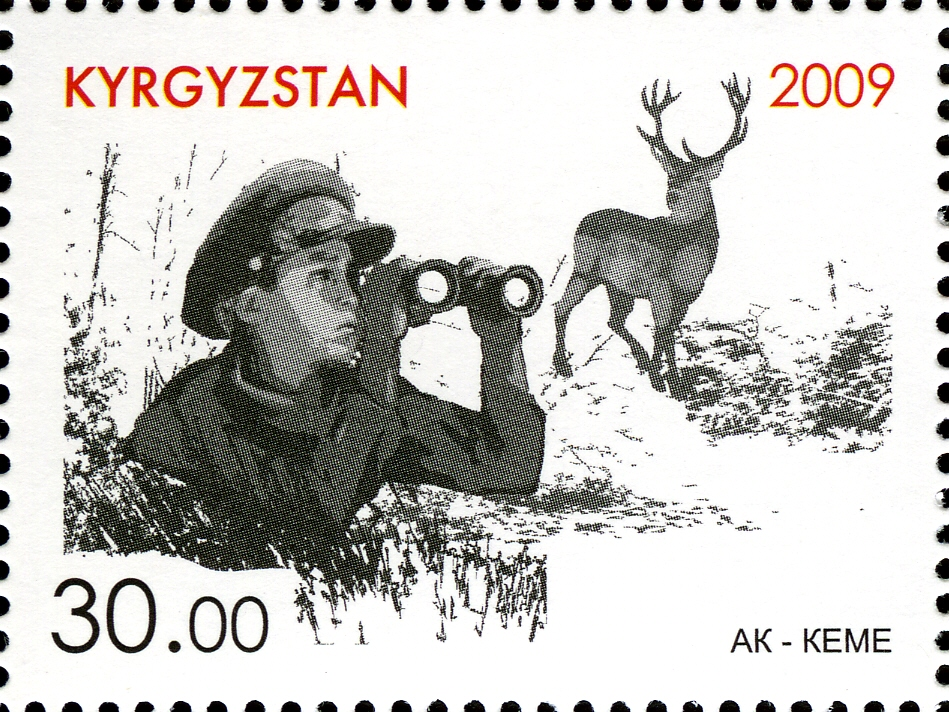
Kirgisische Briefmarke mit einem Motiv aus „Der Weiße Dampfer“

Der weiße Dampfer ist eine tragische Novelle von Tschingis Aitmatow aus dem Jahr 1970.

## Inhalt
Im Zentrum der Geschichte steht ein siebenjähriger namenloser Junge. Er lebt mit seinem Großvater Momun, seiner Stiefgroßmutter, seinem Onkel Oroskul, dem Förster, Tante Bekej sowie dem Waldarbeiter Sejdachmat und dessen Frau Güldschamal in einer einsamen, abseits gelegenen kleinen Waldsiedlung in einem Naturschutzgebiet des Tianschan-Gebirges in Kirgisistan. Er wurde von seinen Eltern im Stich gelassen, als diese sich trennten. Seine Mutter lebt in der Stadt und hat eine neue Familie. Sein Vater soll Matrose auf einem weißen Dampfer auf dem nahen (aber für den Jungen weit entfernten) Issyk-Kul-See sein. Das sagt zumindest Großvater Momun, der sich um den Jungen kümmert. Der Onkel Oroskul ist ein tyrannischer, böser Mensch, der unzufrieden mit seinem Leben ist und alle anderen schikaniert. Er ist zudem frustriert, weil ihm seine Frau Bekej, die Tochter Momuns, kein Kind schenkt.
Im Suff schlägt er sie. Er nutzt seine Machtposition als Stelleninhaber der Försterei und Arbeitgeber der anderen aus und alle müssen unter ihm leiden. Der Junge ist ohne Spielkameraden und lebt in seiner Phantasiewelt. Er glaubt an die Gehörnte Hirschmutter aus der kirgisischen Märchenwelt, die einst die kirgisischen Stämme beschützte und vor der Ausrottung bewahrte. Seine Gefährten sind Steine, Pflanzen, das Fernglas des Großvaters und seine Schultasche, die er vom Großvater geschenkt bekommt, da er im Spätsommer zur Schule kommt. Der Junge beobachtet mit dem Fernglas oft den weißen Dampfer auf dem Issyk-Kul-See und träumt davon, sich in einen Fisch zu verwandeln, um so zu seinem Vater zu gelangen, den er noch nie gesehen hat. Im Sommer übt er dazu fleißig Tauchen und Luftanhalten im Fluss nahe der Försterei.
Endlich beginnt die Schule, auf die sich der Junge schon lange gefreut hat. Der Großvater bringt ihn mit dem Pferd hin und holt ihn wieder ab, denn die Schule liegt in einem entfernten Dorf. Der Junge liebt die Schule. So vergeht die Zeit. Es kommt der einsame Bergwinter, dann wieder ein Sommer, in dem oft Hirten mit ihren Herden in der Nähe der Waldsiedlung Rast machen. Onkel Oroskul, der Förster, macht dann krumme Geschäfte – er tauscht Fleisch und Wodka gegen Bauholz, obwohl es ihm verboten ist, die geschützten seltenen Bergkiefern im Naturschutzgebiet zu fällen. Im Herbst ist es wieder soweit: Oroskul muss liefern. Die Holzernte ist mangels vorhandener Technik eine harte Arbeit. Es kommt, nachdem dabei am Steilhang fast ein Unglück geschieht, zum Streit zwischen dem ansonsten sehr duldsamen alten Momun und seinem Schwiegersohn.
Anstatt sich weiter mit dem Stamm abzurackern, verlässt Momun Oroskul, um erstmal den Jungen von der Schule abzuholen. Das ist bereits zu viel für den cholerischen Oroskul. Da tauchen plötzlich die eigentlich in diesem Gebiet ausgerotteten Maralhirsche auf, die Nachfahren der Gehörnten Hirschkuh. Vermutlich sind sie aus einem Naturschutzgebiet im benachbarten Kasachstan eingewandert. Oroskul sind die seltenen Tiere egal. Er ist wütend auf seinen Schwiegervater, droht ihm mit Entlassung und wirft am Abend nach einer Prügelorgie mal wieder seine Frau Bekej aus dem Haus. Die Bewohner der Försterei kuschen. Momun erzählt seinem Enkel auf dem Rückweg von der Schule von den Maralen. Dieser ist begeistert. Er glaubt, die Gehörnte Hirschkuh selbst sei zurückgekehrt, um Oroskul endlich zu einem Kind zu verhelfen, wovon sich alle eine Besserung versprechen.
Er trifft auch auf die Tiere, die keinerlei Furcht zeigen, da sie noch nie einem Menschen begegnet sind. Am Abend wird der Junge krank und muss mit Fieber und Schüttelfrost allein ins Bett, da alle anderen damit beschäftigt sind, den Tyrannen Oroskul irgendwie zu besänftigen. Als am nächsten Tag der Kunde kommt und seinen Stamm abholen will, müssen alle Männer zum Fluss, denn dort hat sich der Stamm verkeilt und war nach dem Streit der beiden Männer liegen geblieben. Die Marale tauchen wieder auf und alle sind erstaunt und ergriffen. Statt sich an den Tieren zu erfreuen, wie man es von einem Revierförster im Naturschutzgebiet erwarten würde, plant man schon den Festbraten. Wenn man schon illegal Holz schlägt … Momun ist empört. Dennoch wird gerade er gezwungen, die Hirschkuh zu schießen: Ein Triumph für Oruskul.
Momun ist am Ende. Obwohl das gar nicht seiner Art entspricht, besäuft er sich am Abend, während alle anderen das Festmahl vorbereiten. Der Junge kommt aus dem Haus des Großvaters, obwohl es ihm immer noch schlecht geht. Er versteht nicht, was geschieht und wundert sich über seinen betrunkenen Großvater. Dann bemerkt er den abgeschlagenen Maralschädel und sieht, wie die Reste des von ihm verehrten Tieres von seinem Onkel und dessen Gast ausgeschlachtet werden. Für den Jungen bricht die Welt zusammen. Während die Menschen saufen, lachen, fressen und sich über Momun lustig machen, verlässt er im Fieberwahn das Forsthaus, um sich zu übergeben. Er sieht seinen Großvater hilflos im Hof liegen. Da läuft der Junge im Fieberwahn zum Fluss. Er will wieder zum Fisch werden und dieser Welt entfliehen, die ihn so sehr abstößt. Es ist Herbst, als der kranke Junge in das eiskalte Wasser aus den Bergen steigt.
Mit der Vision „Ich werde ein Fisch. Großvater, sag den anderen, dass ich ein Fisch geworden bin“ stirbt er im Wasser.

## Verfilmung
Die Geschichte wurde 1976 von Bolotbek Schamschijew verfilmt.

## Ausgaben
- Белый пароход. Leningrad 1981. (russische Originalausgabe)
- Der weiße Dampfer. übersetzt von Hans-Joachim Lambrecht, Nachwort von Ralf Schröder. (Spektrum Band 32), Verlag Volk und Welt, Berlin 1971. (Deutsche Erstausgabe)
- Der weiße Dampfer. Nach einem Märchen. übersetzt von Charlotte Kossuth. Unionsverlag. Zürich 1992, ISBN 3-293-20025-7. (Neuübersetzung)
- Der weiße Dampfer. übersetzt von Uwe Groth, mit einem Nachwort des Verfassers. Suhrkamp Verlag, Frankfurt am Main 1993, ISBN 3-518-40525-X. (Neuübersetzung)
- Der weiße Dampfer, gesprochen von Dieter Wien, Jumbo Neue Medien & Verlag, Hamburg 2007, 4 CDs, ISBN 978-3-8337-1884-7 (bearbeitete Hörbuchfassung nach der Übersetzung von Charlotte Kossuth)